# Emma Andijevs'ka
Emma Ivanivna Andijevs'ka (in ucraino Емма Іванівна Андієвська?; Donec'k, 19 marzo 1931) è una poeta, scrittrice e pittrice ucraina moderna. Le sue opere, caratterizzate da uno stile surrealista, sono state tradotte in inglese,  tedesco ed ebraico. Fa parte dell'Unione nazionale degli scrittori dell'Ucraina, del PEN Club ucraino, dell'Accademia libera di Monaco e dell'Associazione federale degli artisti.

## Biografia
È nata a Donetsk da padre chimico di talento e madre cosacca. Per le sue frequenti e gravi malattie, Andijevs'ka ha frequentato la scuola solo occasionalmente, studiando a casa con le governanti. I problemi di salute della bambina hanno poi portato allo spostamento della famiglia, prima a Vyšhorod nel 1937 e poi a Kiev nel 1939. Dopo il 1943, quando il padre è stato fucilato dalle autorità sovietiche per impedire di trasferire le sue scoperte ai tedeschi, i figli e la madre sono stati costretti a partire per la Germania. La famiglia ha vissuto in diverse città della Germania, inclusa Berlino, in una zona di occupazione inglese. Lì Andijevs'ka, malata di tubercolosi alla spina dorsale, è rimasta ingessata per tre anni e per otto anni ha indossato un corsetto. Alla fine del 1949 la famiglia si è trasferita a Mittenwald e successivamente a Monaco.
Nel 1957 Andijevs'kasi si è laureata alla Libera Università ucraina di Monaco, specializzandosi in filosofia e filologia. Nel 1957 l'intera famiglia si è trasferita a New York, dove nel 1962 ha ottenuto la cittadinanza statunitense. Nel 1959 ha sposato il critico letterario, saggista e scrittore ucraino Ivan Košelivets, con cui ha vissuto per quarant'anni. Dal 1955 al 1995 Andijevs'ka ha lavorato come annunciatrice, sceneggiatrice e giornalista del dipartimento ucraino di Radio Liberty a Monaco. Vive e lavora a Monaco di Baviera.

## Letteratura
()
Inizialmente è stata associata al New York Group, poeti e scrittori ucraini emigrati di New York, gruppo dal quale in seguito si è allontanata. La sua poesia e prosa caratterizzata dall'essere puramente estetico e non politico, sono state spesso definite surrealiste. Nel suo lavoro Andijevs'ka ha sottolineato l'importante ruolo del subconscio, la spiritualità e misticismo come aspetti importanti della sua scrittura. La visione del mondo di Andijevs'ka è stata in qualche modo considerata simile alle idee del buddismo e di Carlos Castaneda.

## Pittura
Andijevs'ka ha iniziato a disegnare e dipingere durante l'infanzia, allestendo la sua prima mostra personale a Monaco di Baviera nel 1956. In seguito ha esposto negli Stati Uniti, Canada, Ucraina ed Europa occidentale, soprattutto in Germania. Artista prolifica, nella pittura ha prediletto composizioni grandi e dai colori vivaci che raffigurano paesaggi surrealisti popolati da creature ultraterrene. Oltre ai cataloghi delle mostre, sono stati pubblicati diversi album contenenti suoi dipinti.

## Opere
Poesia
- Poeziï  (1951)[10]
- Narodzhennia idola (1958)
- Ryba i rozmir (1961)
- Kuty opostin' (1963)
- Pervni (1964)
- Bazar  (1967)
- Pisni bez tekstu (1968)
- Nauka pro zemliu (1975)
- Kavarnia  (1983)
- Spokusy sviatoho Antoniia (1985)
- Vigilii (1987)
- Arkhitekturni ansambli (1989)
- Znaky. Tarok (1995)
- Land between the Rivers (1998)
- Segmenty snu (1998)
- Villy nad morem (2000)
- Atraktsiony z orbitamy i bez (2000)
- Khvyli (2002)
- Khid konem (2004)
- Pohliad z kruchi (2006)
- Hemispheres and Cones (2006)
- Rozhevi kazany (2007)
- Ful' guryty (2008)
- Idylii (2009)
- Mirazhi (2009)
- Mutanty (2010)
- Lamani koany (2011)
- Mista-valety (2012)
- Bezdzygarnyi chas (2013)
- Landscapes in the Drawers (2015)

Racconti
- Podorozh (1955)
- Tyhry (1962)
- Dzhalapita  (1962)
- Kazky (2000)
- Problem holovy (2000)

Romanzi
- Herostraty (1970)
- Roman pro dobru liudynu (1973)
- Roman pro liuds'ke pryznachennia (1982)
- Labyrinth (incompiuto, fragmenti pubblicati nel 1988)

## Premi e riconoscimenti
- Premio Antonovič (1983)
- Ordine per il coraggio intellettuale, "per coerenza, instancabile e significativo contributo alla modernizzazione della cultura ucraina" (2002)[11]
- Premio letterario internazionale "Triumph" (2003)
- Scarbo Hlodoskyi (2009)
- "Diploma d'oro" della Società di lingua ucraina di Donetsk intitolata a Taras Ševčenko (2011)
- Premio Nazionale Taras Ševčenko (2018)[12][13]